# تیسادوروگما
تیسادوروگما (به مجاری:  Tiszadorogma) یک شهرداری در مجارستان است که در ناحیه مزوچات واقع شده‌است. تیسادوروگما ۴۶٫۶۱ کیلومتر مربع مساحت و ۴۶۶ نفر جمعیت دارد.